# Antoniazzo Romano
Antoniazzo Romano, eigentlich Antonio di Benedetto Aquilio degli Aquili (* 1430; † 1508 oder 1512), war ein italienischer Maler der Renaissance. Er gilt als einer der wichtigsten Vertreter der „römischen Schule“ der Frührenaissance.

## Leben und Werk
Am Anfang seiner Karriere stand Antoniazzo unter dem Einfluss von Fra Angelico, Benozzo Gozzoli, besonders aber von Piero della Francesca und Melozzo da Forlì. Die ersten Werke waren die Madonna del Latte (1464) in Rieti und ein Triptychon für die Kirche San Francesco in Subiaco (1467). Gemeinsam mit Melozzo da Forlì arbeitete Antoniazzo zwischen 1464 und 1465 an der Freskenbemalung der Bessarion-Kapelle  in der Basilika Santi XII Apostoli in Rom:

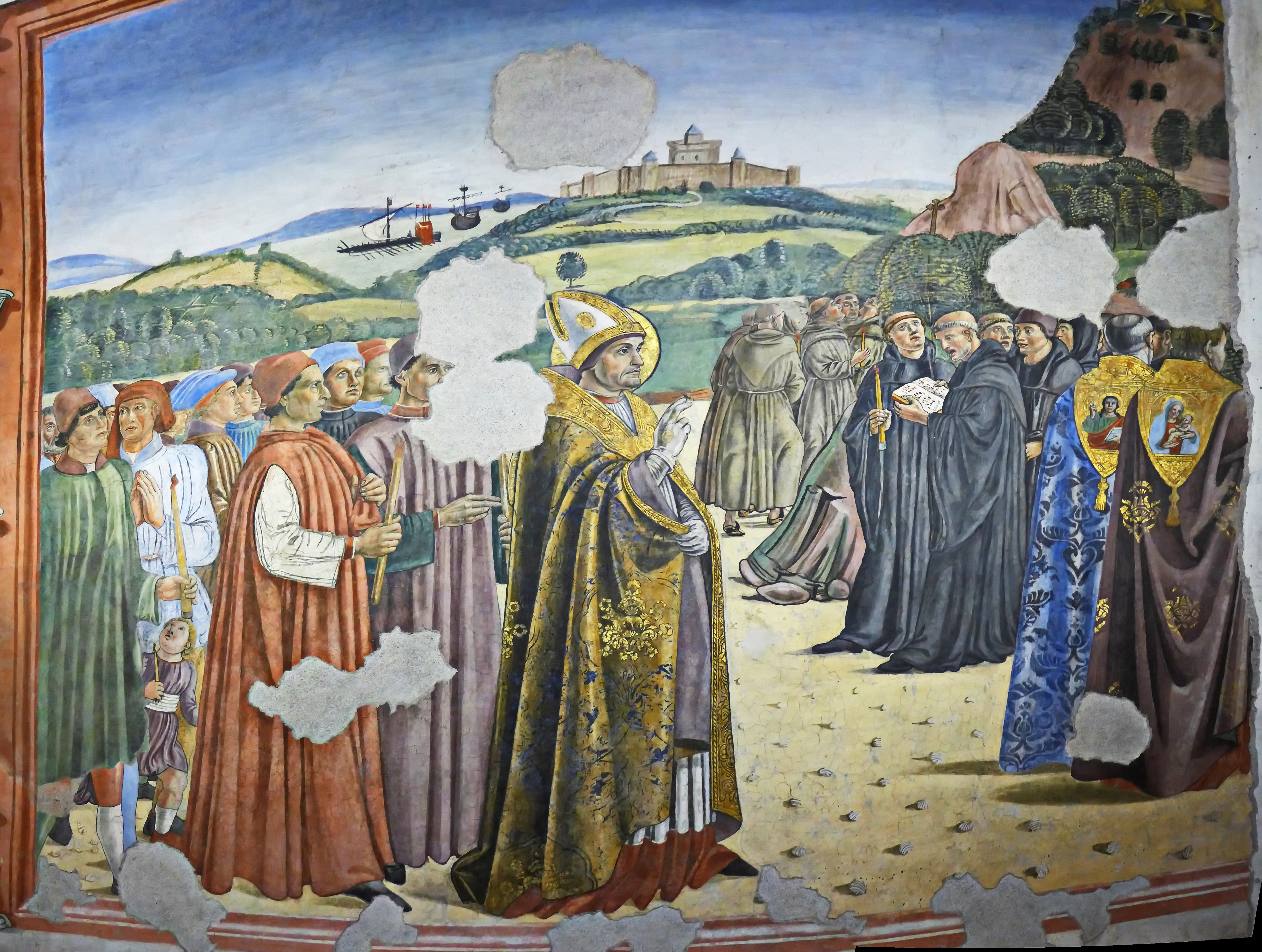
Bischof Aubert von Avranches am Mont-Saint-Michel
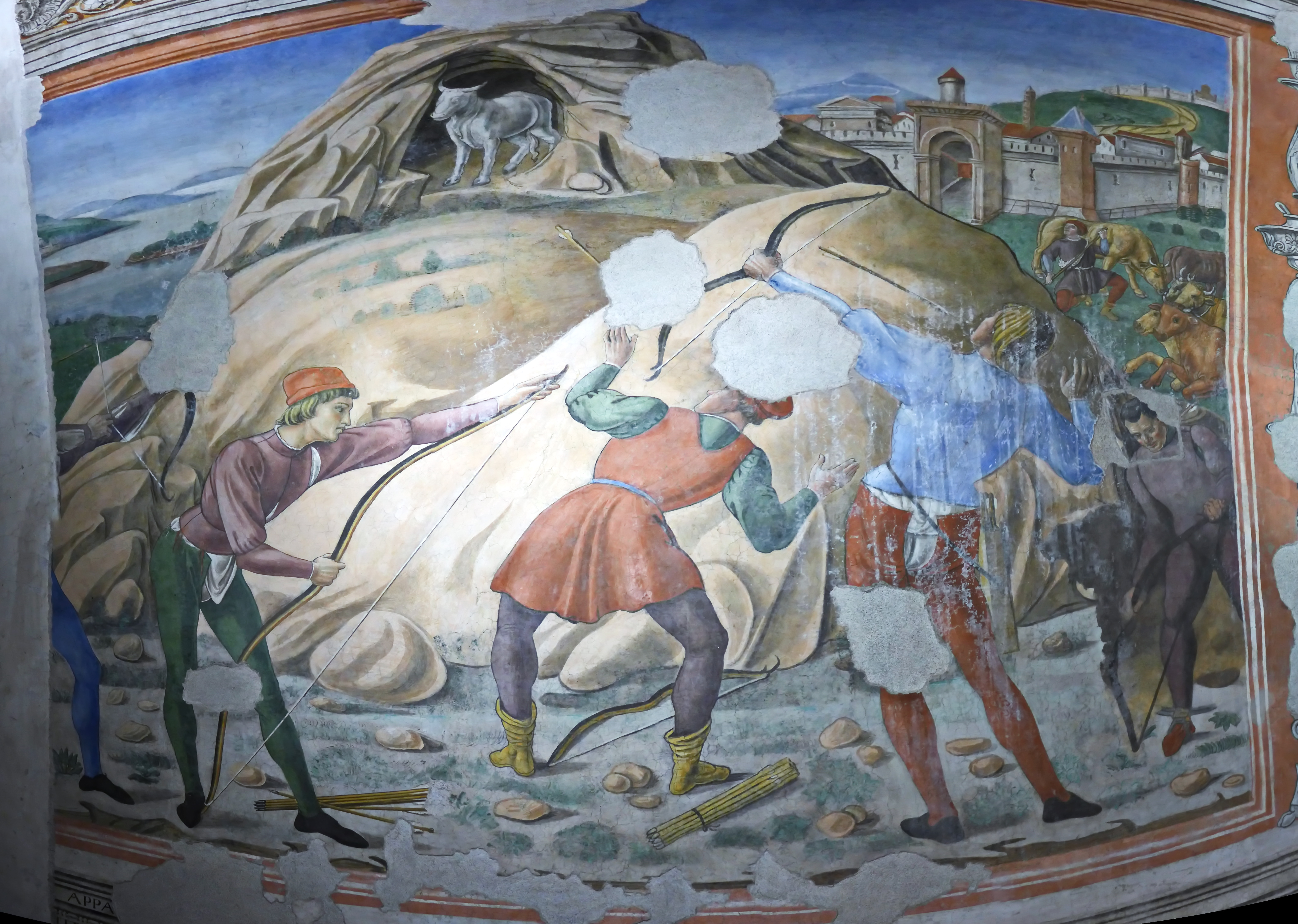
Erscheinung des hl. Michael als Stier in Siponto
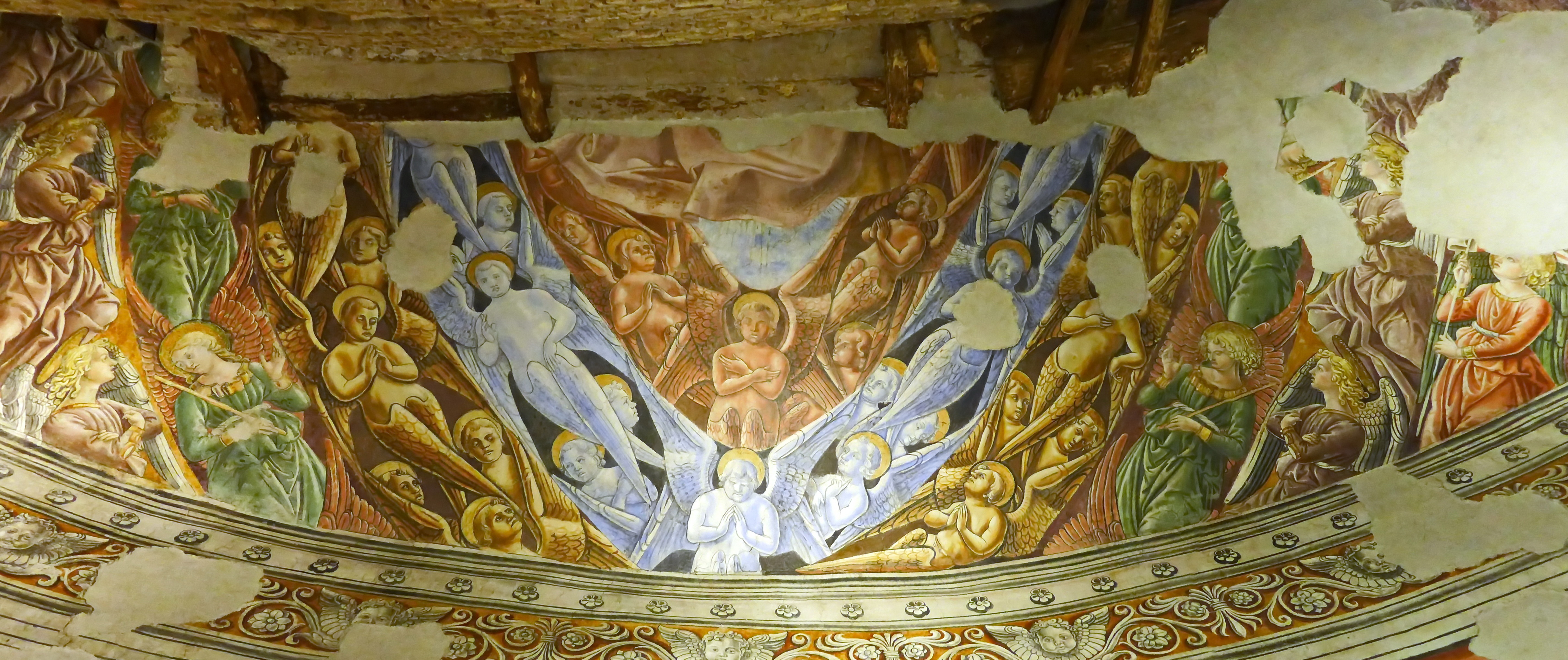
Chor der Engel

Mit Domenico Ghirlandaio und später mit Melozzo da Forlì war er 1475 im Vatikanpalast tätig. Gemeinsam mit Perugino arbeitete er in der Sixtinischen Kapelle. Um 1483 entstanden die Fresken im Presbyterium der Kirche San Giovanni Evangelista in Tivoli. Eines der bekanntesten Werke Antoniazzo Romanos ist die Altartafel Kardinal Torquemada präsentiert die Weisenmädchen der Madonna in der Cappella dell’Annunziata der Basilika Santa Maria sopra Minerva (1500):

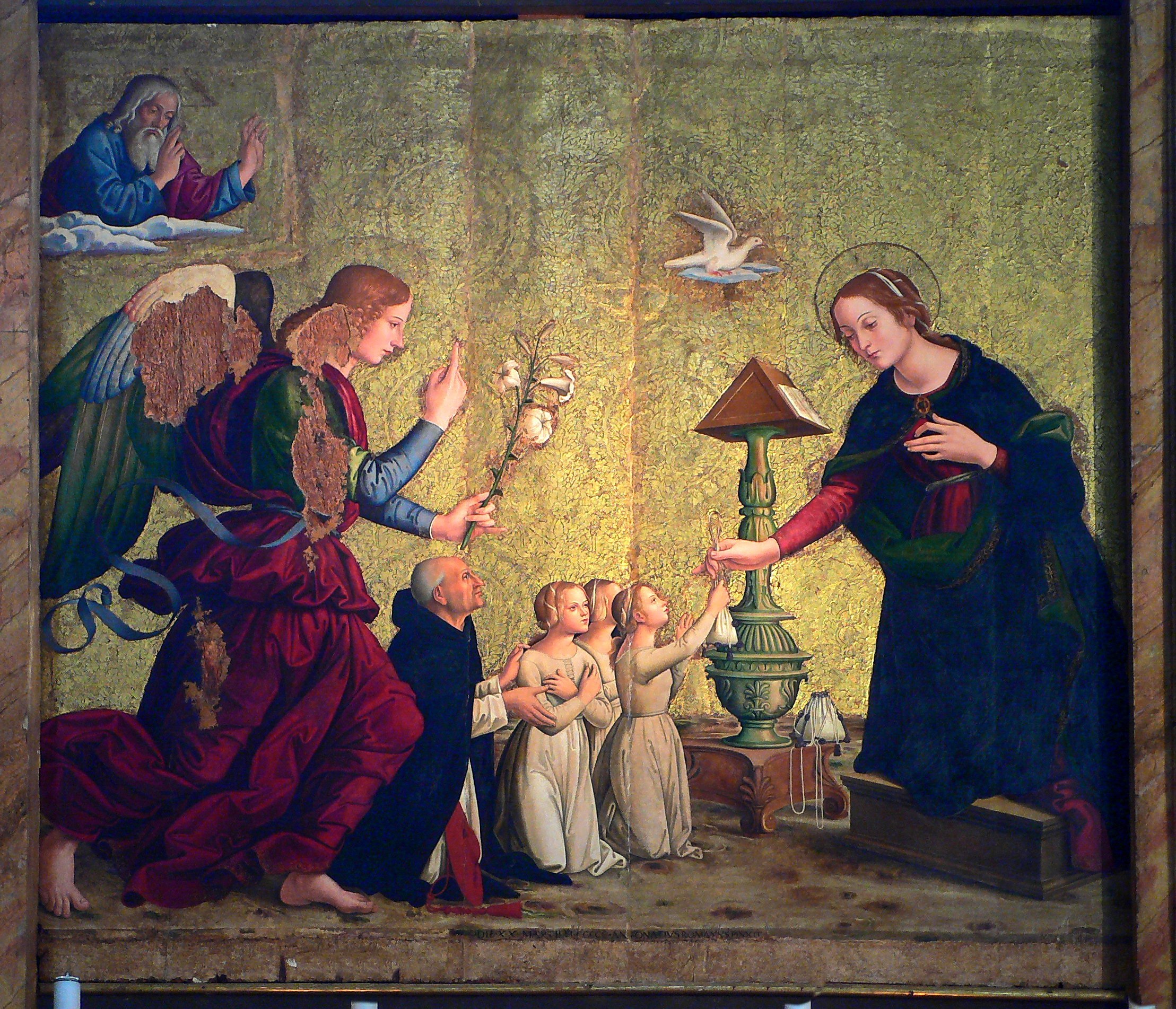
Santa Maria sopra Minerva, Altartafel

Antoniazzo Romano und seinen Schülern zugeschrieben werden die Fresken Kreuzigung, Verkündigung, die Heiligen Onofrio und Girolamo, der Heilige Augustinus, die Kreuzabnahme, Johannes der Täufer und andere Heilige in der Kammer der Heiligen Katharina in der Santa Maria sopra Minerva in Rom:

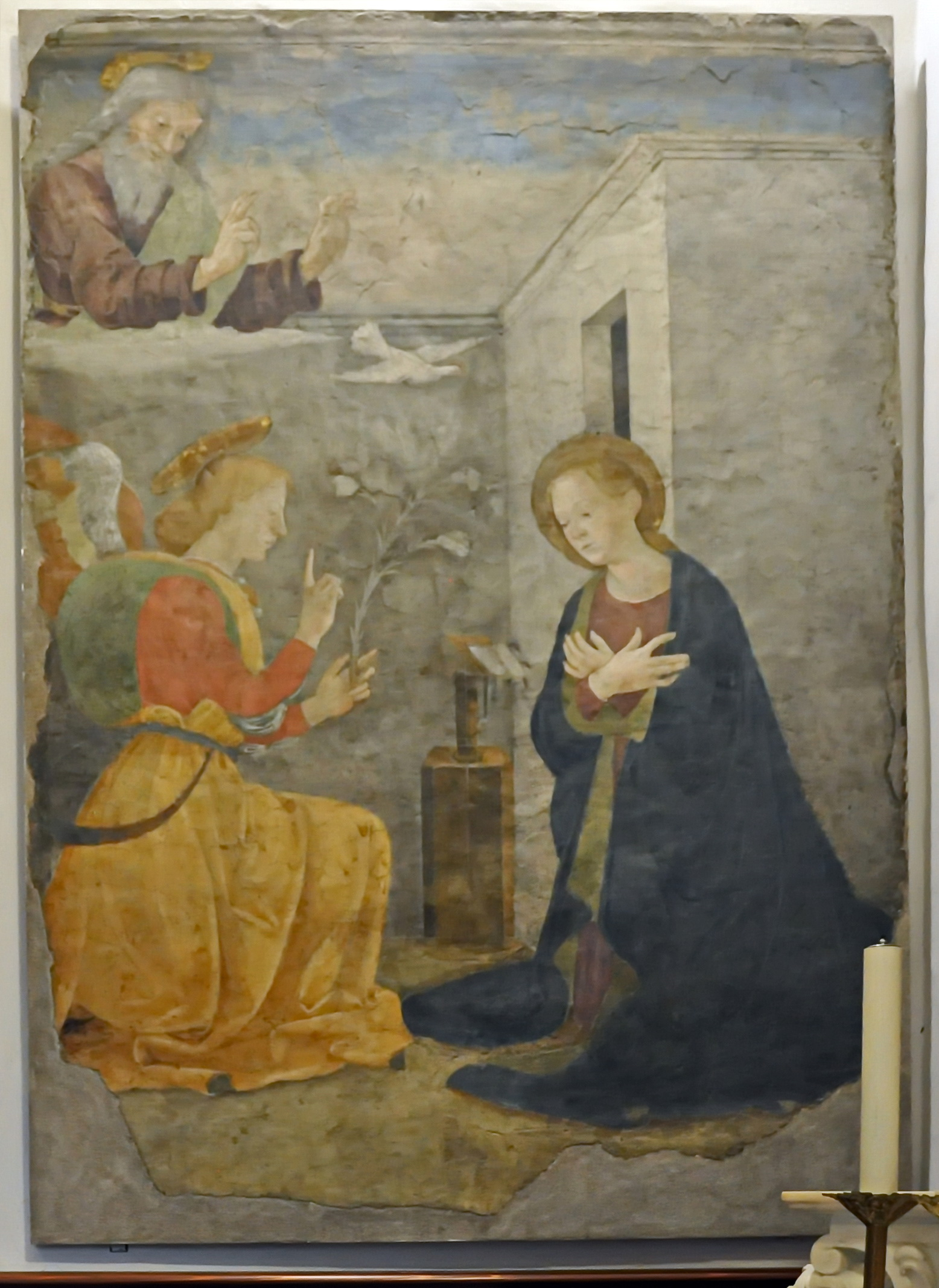
Kammer der Heiligen Katharina; Verkündigung
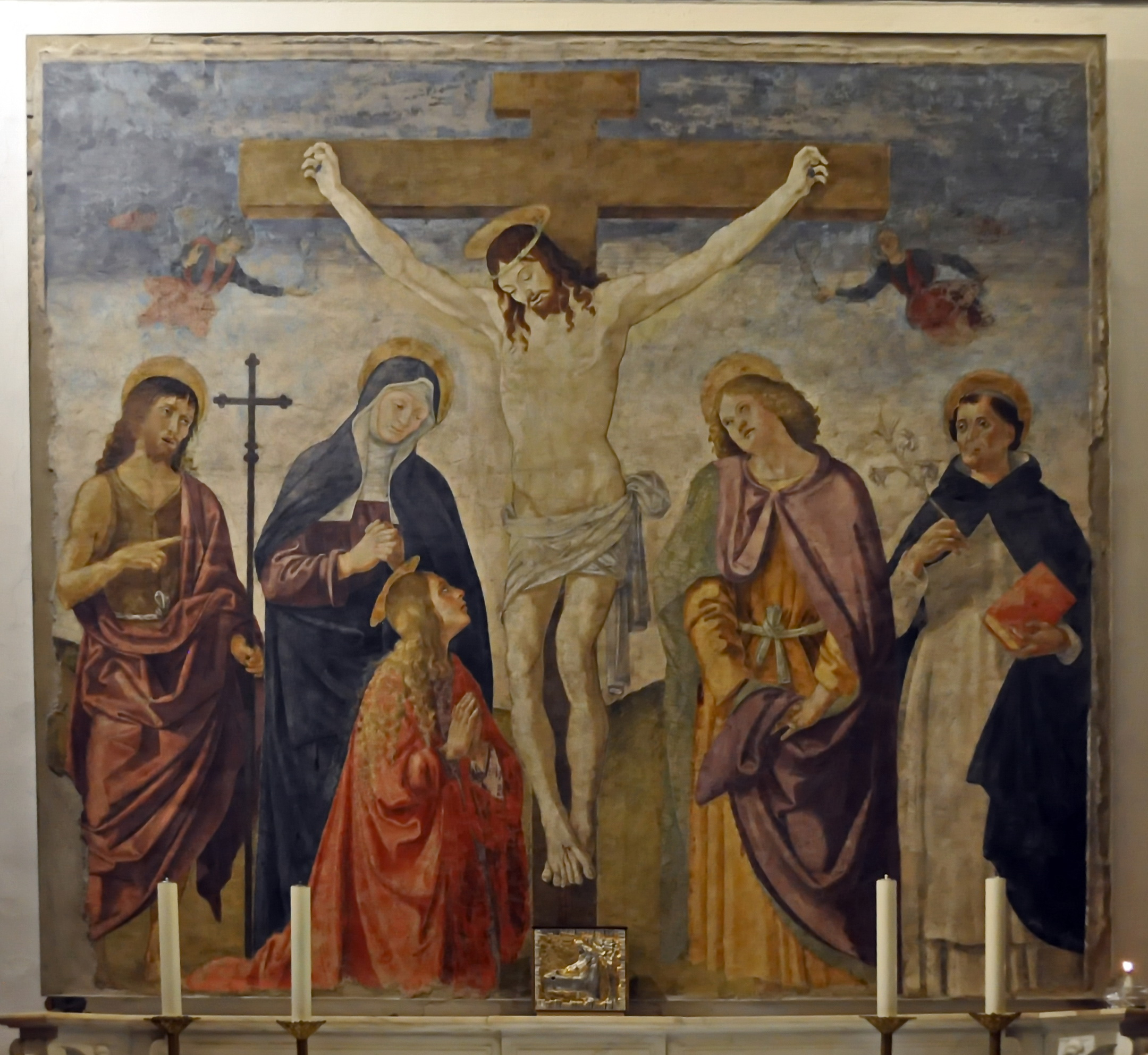
Kammer der Heiligen Katharina; Kreuzigung

Weitere Werke in Rom sind die Heilige Anna selbdritt in San Pietro in Montorio, Fresken in der Apsis von Santa Croce in Gerusalemme und am Ziborium in der Lateranbasilika, sowie die Verkündigung in Sant’Onofrio al Gianicolo. Im Castello Orsini-Odescalchi in Bracciano stammt von ihm und seinen Schülern das fast 40 m² große Fresko Il Trionfo di Gentile Orsini.